# Liste des îles de Guyane

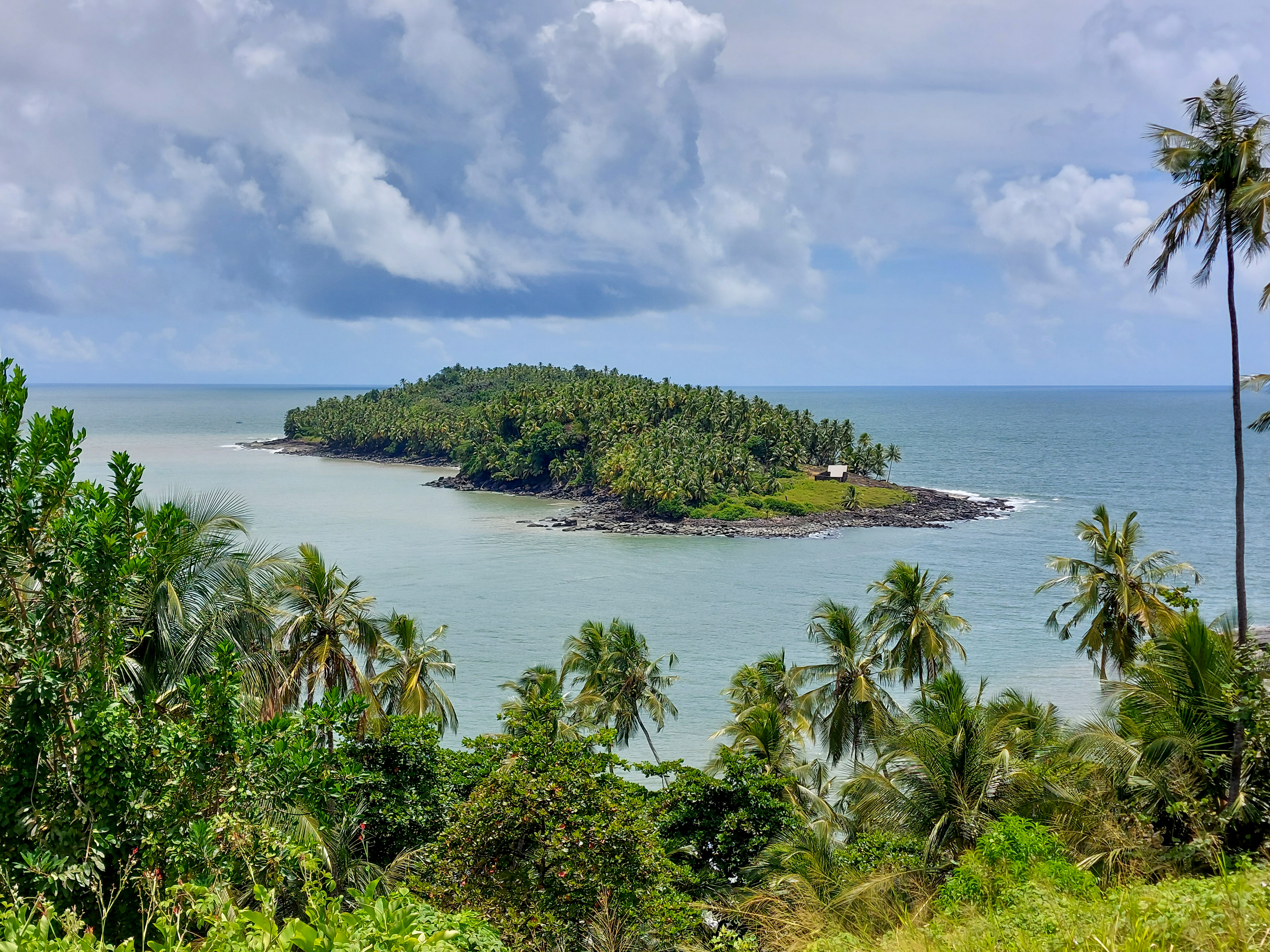
L'île du Diable vue depuis l'île Royale.

Cet article recense les îles de Guyane.

## Par superficie
Ce tableau regroupe les plus grandes îles guyanaises, classées par superficie décroissante.
| #  | Nom                   | Zone               | Superficie (km²) |
| -- | --------------------- | ------------------ | ---------------- |
| 1  | Île de Cayenne        | Océan Atlantique   | 206,91           |
| 2  | Île Portal            | Maroni             | 27,00            |
| 3  | Île Petit-Cayenne     | Rivière de Cayenne | 21,09            |
| 4  | Île Bastien           | Maroni             | 3,50             |
| 5  | Île de la Quarantaine | Maroni             | 3,00             |
| 6  | La Mère               | Océan Atlantique   | 1,30             |
| 7  | Le Père               | Océan Atlantique   | 1,04             |
| 8  | Île Royale            | Océan Atlantique   | 0,28             |
| 9  | Île Saint-Joseph      | Océan Atlantique   | 0,20             |
| 10 | Île du Diable         | Océan Atlantique   | 0,14             |

## Îles de pleine mer

### Côte de l'atlantiqueet du littoralguyanais
- L'Enfant Perdu
- Roche la Folle
- Roches Kourou
- Île Verte
- Battures de Malmanoury

#### Îles du Connétable
- Île du Grand Connétable
- Île du Petit Connétable

#### Îles de Rémire
- Le Malingre
- Les Mamelles
- La Mère
- Le Père

#### Îles du Salut
- Île Royale
- Île Saint-Joseph
- Île du Diable

#### Ilets
- Le Cercueil
- Îlets Dupont
- Le Machoiran Blanc
- Le Petit Machoiran
- Roche Anglaise
- Roche Saint-François

## Îles fluviales
- Île de Cayenne
- île Ayawande

### Sur l'Approuague
- Île Corossony
- Île Mantouni
- Île Aïpoto
- Île aux Sept Chapelets
- Île Catalin
- Îlet Vendome

### Sur leMaroni
- Île Portal
- Île de la Quarantaine
- Île aux Lépreux
- Île Bastien

### Sur l'Oyapock
- Île Casfesoca
- Îlet Ouayeouarou
- Île Perroquet
- Îlet Biche
- Îlet Galion
- Îlets Ramier
- Îlet Mathieu
- Îlet Guinguincoin
- Îlet Barbade
- Îlet Marécage
- Îlet Koumouri
- Îlet Waniaou
- Îlet Gros Indien
- Îlet Jean-Pierre

### Sur larivière de Cayenne
- Île Petit-Cayenne